# سان (روزنامه نیوزلند)
سان روزنامه‌ای بود که در کانتربری نیوزلند منتشر می‌شد.

## تاریخچه
انتشار این روزنامه در فوریه ۱۹۱۴م. آغاز شد و تا ژوئیه ۱۹۳۵م؛ یعنی زمانی که با رقیب خود، استار ادغام شد، منتشر می‌شد، پس از ادغام انتشار این روزنامه تحت عنوان استار-سان کرایست چرچ ادامه یافت. این نام در سال ۱۹۵۸م. به استار کرایست چرچ تغییر کرد و انتشار آن در سال ۱۹۹۱م. متوقف شد.